# Pablo Sebastián Cuevas
Pablo Sebastián Cuevas (Formosa, Provincia de Formosa, Argentina, 7 de enero de 1994) es un futbolista argentino. Juega de lateral derecho y su primer equipo fue Colón de Santa Fe. Actualmente milita en Desamparados del Torneo Federal A.

## Biografía
Primero fue a Rosario a probarse en una escuela de fútbol, estuvo ocho meses. Después lo probaron en San Lorenzo y en Colón. Pero dijo que si no quedaba en Colón o en San Lorenzo, se volvía a Formosa.
En enero de 2015 Pablo fue diagnosticado con la enfermedad del dengue e internado en el Hospital Cullen de Santa Fe, aislado, pero sin complicaciones. "Me contagié en Formosa. Los dolores de cabeza, náuseas y problemas musculares por suerte ya no los tengo. Hay algunos análisis que salieron mal y estoy internado solo por precaución", destacó el defensor en un programa de televisión.
En julio de 2017 llegó a Sarmiento de Resistencia en condición de prestámo proveniente de Colón de Santa Fe.
En febrero de 2021 se sumó al clásico rival de Sarmiento, Chaco For Ever en condición de jugador libre. Con el conjunto albinegro disputaría el Torneo Federal A y lograría el Ascenso a la Primera Nacional.
El 5 de febrero de 2022 llegó libre de For Ever, a Desamparados.

## Clubes
| Club                     | País      | Año        |
| ------------------------ | --------- | ---------- |
| Colón de Santa Fe        | Argentina | 2014-2017  |
| Sarmiento de Resistencia | Argentina | 2017- 2021 |
| Chaco For Ever           | Argentina | 2021-2022  |
| Desamparados             | Argentina | 2022       |

### Estadísticas
| Equipo                  | Div.                | Temporada           | Liga     | Liga  | Copa Nacional | Copa Nacional | Copa Internacional | Copa Internacional | Total    | Total |
| Equipo                  | Div.                | Temporada           | Partidos | Goles | Partidos      | Goles         | Partidos           | Goles              | Partidos | Goles |
| Colón Argentina         | 2.ª                 | 2014                | 3        | 0     | -             | -             | -                  | -                  | 3        | 0     |
| Colón Argentina         | 1.ª                 | 2015                | 15       | 0     | -             | -             | -                  | -                  | 15       | 0     |
| Colón Argentina         | 1.ª                 | 2016                | 1        | 0     | 1             | 0             | -                  | -                  | 2        | 0     |
| Colón Argentina         | 1.ª                 | 2016-17             | 0        | 0     | -             | -             | -                  | -                  | 0        | 0     |
| Colón Argentina         | Total               | Total               | 19       | 0     | 1             | 0             | -                  | -                  | 20       | 0     |
| Sarmiento (R) Argentina | 3.ª                 | 2017-18             | 15       | 0     | 5             | 0             | -                  | -                  | 20       | 0     |
| Sarmiento (R) Argentina | 3.ª                 | 2018-19             | 8        | 0     | -             | -             | -                  | -                  | 8        | 0     |
| Sarmiento (R) Argentina | Total               | Total               | 23       | 0     | 5             | 0             | -                  | -                  | 28       | 0     |
| Total en su carrera     | Total en su carrera | Total en su carrera | 42       | 0     | 6             | 0             | 0                  | 0                  | 48       | 0     |

## Palmarés

### Logros
| Título             | Club              | País      | Año  |
| ------------------ | ----------------- | --------- | ---- |
| Primera B Nacional | Colón de Santa Fe | Argentina | 2014 |